# أوتو هارتمان (ضابط)
أوتو هارتمان (و. 1889 – 1917 م) هو ضابط، وطيار بطل ألماني، ويحمل رتبة عسكرية نقيب، توفي عن عمر يناهز 28 عاماً، بسبب قتل في المعركة.

## الخدمة العسكرية
خدم في الجيش الإمبراطوري الألماني.

## جوائز
حصل على جوائز منها:

صليب حديدي